# Гізлер Галина Георгіївна
Галина Георгіївна Гі́злер (6 листопада 1906, Ташкент — 12 серпня 1983) — українська радянська художниця декоративного текстилю; член Спілки радянських художників України з 1947 року. Дружина Сергія, мати Ганни, бабуся Аннички Колосів.

## Біографія
Народилася 6 листопада 1906 року в місті Ташкенті (нині Узбекистан). 1930 року закінчила Київський художній інститут, де навчалася в Олександра Богомазова, Михайла Бойчука, Сергія Колоса. Була членом КПРС.

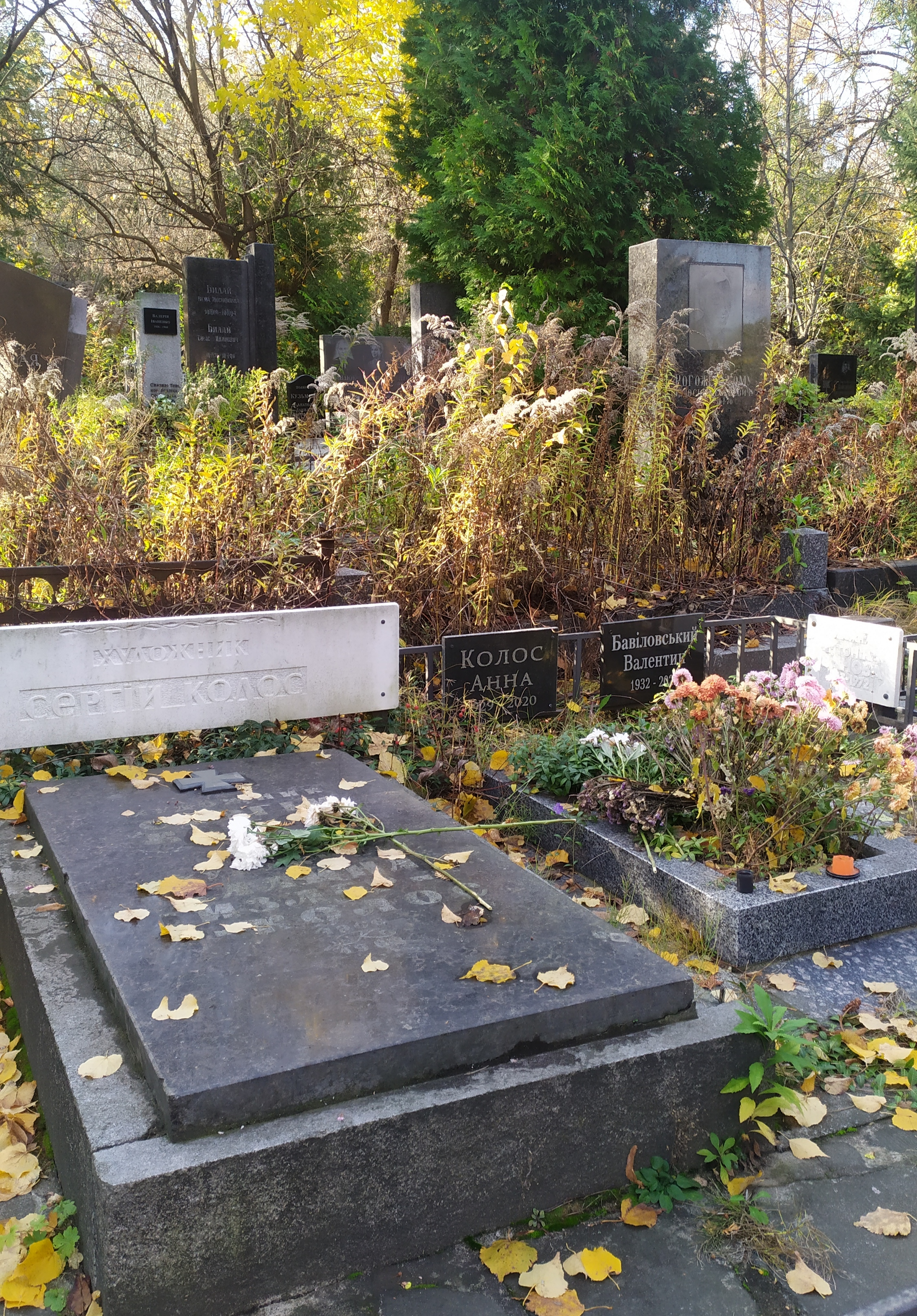
Могила Галини Гізлер та її родини.

Мешкала в Києві в будинку на бульварі Дружби народів, № 3а, квартира № 61. Померла 12 серпня 1983 року. Похована у Києві на Байковому кладовищі разом з родиною.

## Творчість
Працювала в галузі декоративного мистецтва (художній текстиль). Створювала набивні тканини для жіночих суконь, декоративні жакардні меблеві тканини, верети, килими, скатерті та інше.
Брала участь у республіканських і всесоюзних виставках з 1938 року.